# 14 август
14 август е 226-ият ден в годината според григорианския календар (227-и през високосна). Остават 139 дни до края на годината.

## Събития
- 1040 г. – Шотландският крал Дънкан I е убит в битка срещу неговия братовчед и наследник Макбет.
- 1880 г. – Приключва строителството на Кьолнската катедрала.
- 1885 г. – В Япония е регистриран първият патент – защитна боя.
- 1893 г. – Франция е първата страна в света, която въвежда регистрация на моторните превозни средства.

- 1935 г. – В Кентъки е извършена последната публична екзекуция в САЩ.
- 1941 г. – Втора световна война: Уинстън Чърчил и Франклин Рузвелт подписват Атлантическата харта за следвоенно устройство на света.
- 1943 г. – Втора световна война: От 14 до 15 август се състои посещение на цар Борис III в немската Главна квартира и са проведени разговори с Хитлер за изпращане на две български дивизии в Албания и Гърция на мястото на италианските.
- 1945 г. – Втората световна война: Япония приема условията на съюзниците за безусловна капитулация, което слага край на войната.
- 1947 г. – Великобритания обявява за новосформирана по религиозен принцип и независима държава Пакистан.
- 1969 г. – Британската армия навлиза в Северна Ирландия под претекст предотвратяване на стълкновенията между католици и протестанти.
- 1971 г. – Бахрейн обявява независимостта си от Великобритания.
- 1980 г. – Лех Валенса е обявен за лидер на стачкуващите в Гданск работници, което е и рожден ден на профсъюза Солидарност.
- 1992 г. – С навлизането на грузинската армия в Абхазия започва Грузинско-абхазката война.
- 1992 г. – С указ на президента Борис Елцин в Русия започва масова (чекова) приватизация.
- 1994 г. – Заловен е терориста Илич Рамирес Санчес, известен като „Карлос Чакала“.
- 2005 г. – Полет 522 на „Хелиос Еъруейс“, на път от Ларнака, Кипър до Прага, Чехия през Атина, се разбива в хълмовете близо до Граматико, Гърция и убива 121 пътници и екипаж.
- 2014 г. – Лейди Гага изнася първото си шоу пред българска публика в столичната Арена Армеец.

## Родени
- 1688 г. – Фридрих Вилхелм I, крал на Прусия († 1740 г.)
- 1727 г. – Ан Анриет, френска благородничка († 1752 г.)
- 1727 г. – Луиза Елизабет, френска благородничка († 1759 г.)
- 1742 г. – папа Пий VII († 1823 г.)
- 1777 г. – Ханс Кристиян Оерстед, датски физик († 1851 г.)
- 1840 г. – Рихард фон Крафт-Ебинг, немски психолог († 1902 г.)
- 1864 г. – Христо Юрданов, български военен деец († 1924 г.)
- 1866 г. – Дмитрий Мережковски, руски писател († 1941 г.)
- 1867 г. – Джон Голсуърти, английски романист, Нобелов лауреат през 1932 г. († 1933 г.)
- 1868 г. – Петър Попарсов, български революционер († 1941 г.)
- 1876 г. – Александър Обренович, крал на Сърбия († 1903 г.)
- 1878 г. – Харалд Киде, датски писател († 1918 г.)
- 1880 г. – Фред Александър, американски тенисист († 1969 г.)
- 1881 г. – Тодор Хаджиев, български диригент († 1956 г.)
- 1888 г. – Никола Янев, български поет († 1921 г.)
- 1904 г. – Мариола Сиракова, българска анархистка († 1925 г.)
- 1912 г. – Светозар Вукманович-Темпо, югославски политик († 2000 г.)
- 1912 г. – Ервин Щритматер, немски писател († 1994 г.)
- 1914 г. – Стерьо Спасе, албански писател († 1989 г.)
- 1918 г. – Иван Будинов, български политик († 1993 г.)
- 1920 г. – Милко Балев, български политик († 2002 г.)
- 1926 г. – Никола Минчев, български режисьор († 2012 г.)
- 1928 г. – Лина Вертмюлер, италианска режисьорка († 2021 г.)
- 1934 г. – Павел Владимиров, български футболист († 1997 г.)
- 1935 г. – Валентин Старчев, български скулптор
- 1938 г. – Иван Попйорданов, български журналист
- 1940 г. – Артър Лафер, американски икономист
- 1941 г. – Дейвид Кросби, американски китарист († 2023 г.)
- 1941 г. – Тома Спространов, български журналист
- 1943 г. – Волф Вондрачек, немски поет
- 1945 г. – Борис Христов, български поет
- 1945 г. – Вим Вендерс, немски режисьор
- 1945 г. – Стийв Мартин, американски актьор
- 1947 г. – Даниел Стийл, американска писателка
- 1949 г. – Мортен Олсен, датски футболист
- 1952 г. – Карл Лъмсби, американски актьор
- 1953 г. – Джеймс Хорнър, американски композитор († 2015 г.)
- 1955 г. – Невелина Попова, български сценарист
- 1955 г. – Ясен Пенчев, български политик († 2007 г.)
- 1959 г. – Марша Гей Хардън, американска актриса
- 1959 г. – Меджик Джонсън, американски баскетболист
- 1960 г. – Сара Брайтман, британска певица
- 1962 г. – Мартин Минчев, български инженер
- 1963 г. – Еманюел Беар, френска актриса
- 1966 г. – Хали Бери, американска актриса
- 1973 г. – Джей Джей Окоча, нигерийски футболист
- 1973 г. – Стийв Хамилтън, шотландски пианист
- 1975 г. – Милен Иванов, български диригент и изпълнител на народни песни
- 1978 г. – Надя Петрова, български политик
- 1983 г. – Мила Кунис, американска актриса
- 1984 г. – Джорджо Киелини, италиански футболист
- 1984 г. – Робин Сьодерлинг, шведски тенисист
- 1985 г. – Ашлин Брук, американска порно актриса
- 1986 г. – Габриела Сабо, унгарска каякарка
- 1989 г. – Николай Благоев – Никс – певец († 2013 г.)

## Починали
- 1433 г. – Жуау I, крал на Португалия (* 1357 г.)
- 1464 г. – Пий II, римски папа (* 1405 г.)
- 1727 г. – Уилям Крофт, английски композитор и органист (* 1678 г.)
- 1805 г. – Фредерика-Луиза фон Хесен-Дармщат, кралица на Прусия (* 1751 г.)
- 1872 г. – Спиридон Палаузов, български учен (* 1818 г.)
- 1879 г. – Иван Лазарев, руски офицер (* 1820 г.)
- 1880 г. – Стратфорд Канинг, английски дипломат (* 1786 г.)
- 1924 г. – Мелетий Велешки, български духовник (* 1868 г.)
- 1941 г. – Максимилиан Колбе, полски монах (* 1894 г.)
- 1941 г. – Пол Сабатие, френски химик, Нобелов лауреат през 1912 г. (* 1854 г.)
- 1944 г. – Кирил Маджаров, български писател (* ?)
- 1951 г. – Уилям Хърст, американски медиен магнат (* 1863 г.)
- 1955 г. – Хърбърт Пътман, американски библиограф (* 1861 г.)
- 1956 г. – Бертолт Брехт, немски драматург (* 1898 г.)
- 1957 г. – Асен Белковски, български поет (* 1879 г.)
- 1958 г. – Фредерик Жолио-Кюри, френски физик, Нобелов лауреат през 1935 г. (* 1900 г.)
- 1961 г. – Лионело Вентури, италиански изкуствовед (* 1885 г.)
- 1962 г. – Димитър Яранов, български географ (* 1909 г.)
- 1972 г. – Жул Ромен, френски писател (* 1885 г.)
- 1972 г. – Оскар Левант, американски пианист (* 1906 г.)
- 1977 г. – Александър Лурия, руски психолог (* 1902 г.)
- 1984 г. – Джон Прийстли, британски писател (* 1894 г.)
- 1988 г. – Атанас Яранов, български художник (* 1940 г.)
- 1988 г. – Енцо Ферари, италиански автомобилен инженер (* 1898 г.)
- 1994 г. – Елиас Канети, австрийски писател, Нобелов лауреат (* 1905 г.)
- 1996 г. – Серджу Челибидаке, диригент (* 1912 г.)
- 2004 г. – Чеслав Милош, полски поет, Нобелов лауреат през 1980 г. (* 1911 г.)
- 2006 г. – Адриан де Гроот, холандски шах майстор (* 1914 г.)
- 2007 г. – Тихон Хренников, руски композитор (* 1913 г.)
- 2009 г. – Илия Конев, български литературовед (* 1928 г.)
- 2016 г. – Херман Кант, немски писател (* 1926 г.)

## Празници
- Бахрейн – Ден на независимостта (от Великобритания, 1971 г.)
- Замбия – Ден на младежта
- Италия – Празник на град Отранто
- Лихтенщайн – Ден на принц Франц Йозеф I
- Пакистан – Ден на независимостта (от Великобритания и отделяне като самостоятелна от Индия държава, 1947 г., национален празник)
- Парагвай – Ден на националния флаг
- Португалия – Ден на Португалската корида
- САЩ – Ден на Атлантическия договор
- Тува (Руска федерация) – Ден на независимостта (1921 г., от Китай, с анексирането ѝ от Съветска Русия)